# キングフィッシャー郡 (オクラホマ州)
キングフィッシャー郡 (英: Kingfisher County) はアメリカ合衆国オクラホマ州に位置する郡である。2000年現在、人口は13,926人である。ここの郡庁所在地はキングフィッシャーである。

## 地理
アメリカ合衆国統計局によると、この郡は総面積2,346 km2 (906 mi2) である。このうち2,339 km2 (903 mi2) が陸地で8 km2 (3 mi2) が水面である。総面積の0.33%が水面となっている。

### 隣接する郡
- ガーフィールド郡（北）
- ローガン郡（東）
- オクラホマ郡(Oklahoma County) （南東）
- カナディアン郡（南）
- ブレイン郡(Blaine County)（西）
- メジャー郡（北西）

## 人口動勢

2000年国勢調査に基づくキングフィッシャー郡の人口ピラミッド

2000年現在の国勢調査で、この郡は人口13,926人、5,247世帯、及び3,893家族が暮らしている。人口密度は6/km2 (15/mi2) である。3/km2 (6/mi2) の平均的な密度に5,879軒の住宅が建っている。この郡の人種的な構成は白人88.09%、アフリカン・アメリカン1.59%、先住民3.02%、アジア0.22%、太平洋諸島系0.01%、その他の人種4.34%、及び混血2.91%である。ここの人口の2.74%はヒスパニックまたはラテン系である。
この郡内の住民は27.20%が18歳未満の未成年、18歳以上24歳以下が8.20%、25歳以上44歳以下が26.80%、45歳以上64歳以下が22.40%、及び65歳以上が15.40%にわたっている。中央値年齢は38歳である。女性100人ごとに対して男性は95.10人である。18歳以上の女性100人ごとに対して男性は92.90人である。
この郡内の世帯ごとの平均的な収入は36,676米ドルであり、家族ごとの平均的な収入は43,242米ドルである。男性は30,918米ドルに対して女性は19,819米ドルの平均的な収入がある。この郡の一人当たりの収入 (per capita income) は18,167米ドルである。人口の10.80%及び家族の8.50%は貧困線以下である。全人口のうち18歳未満の14.30%及び65歳以上の6.50%は貧困線以下の生活を送っている。

## 都市及び町
- Cashion
- ドーバー
- Hennessey
- キングフィッシャー
- Loyal

## NRHP 遺跡
キングフィッシャー郡内の以下の遺跡はアメリカ合衆国国家歴史登録財の名簿に記載されている。
- Burrus Mills Elevator C、キングフィッシャー
- Dow Grain Company Elevato、Okarche
- Farmers and Merchants National Bank、Hennessey
- Farmers Co-op Elevator、Hennessey
- Kiel--Dover Farmers Elevator、ドーバー
- Kingfisher Armory、キングフィッシャー
- Kingfisher College Site、キングフィッシャー
- キングフィッシャー郵便局、キングフィッシャー
- Seay Mansion、キングフィッシャー